# Радослав Кавалджиев
Радослав Кавалджиев е български телевизионен водещ, музикален редактор, телевизионен и музикален продуцент, мениджър, заместник-председател на партия Нова България и публична личност. Известен е като Роро Кавалдижев или просто Роро. Син на известния български рок певец Вили Кавалджиев.

## Биография

### Ранни години
Роден е на 10 май 1976 година.
През 1982 година става ученик в столичното училище 51-во СОУ „Елисавета Багряна“, което завършва през 1988 година. От 1989 до 1991 година, учи в столичното 19-о СОУ „Елин Пелин“. До 1993 година учи в столичното 26-о СОУ „Йордан Йовков“.

### Телевизионна кариера
Присъединява се към телевизия MM през 1998 година, където е водещ на различни предавания, най-популярните от които MyST и Interactive. Оригиналната му идея за предаване, в което зрители да играят Куест игри, по телефона, в ефирно време, е добре приета от ръководството на телевизията и така е дадено началото на предаването MyST. По-късно предаването MyST се премества в Балкан Българска Телевизия, където Роро отново е водещ. От 2002-ра до 2003-та е продуцент на предаването Стани богат. Работил е като програмен директор в MAD TV от 2008 до 2010 година. От 2012 година работи по проекта за собствена мултимедийна платформа наречена NEXTTV, към която спадат стрийминг канал, телевизионно предаване, поддържани мини общности в социалните медии, съпътстващите събития от серията Gaming Knights, както и първите и все още уникални за страната Bulgarian Game Awards, състояли се на 25 юни 2016 г. През 2014 г. е водещ на предаването за култура, музика и изкуство БНТ „Парк LIVE“.
Последната му публична изява е участието му в 8-и сезон на предаването Vip Brother през 2016 г.

### Политическа дейност
Съосновател и заместник-председател на партия Нова България.

### Личен живот
Споделя в интервю: „имал съм страхотни моменти с мъже и с жени, като всеки нормален човек“. Въпреки това той отказва да постави етикет върху сексуалната си ориентация.
През 2016 г. заявява в интервю за „На кафе“, че е „абсурдно в 21 век човек да поставя в рамки, дори и сексуалността си, тъй като това би било самодискриминация“. Той и половинката му са заедно в период на 13 години.

### Смърт
След двудневно боледуване, съпроводено с висока температура, на 20 февруари 2017 г., Роро е приет в интензивното отделение с клинична картина на тежка дихателна вирусна инфекция и симптоми на двустранна пневмония.
Последната му публикация във Фейсбук е от 22 февруари, в която се оплаква от тежък грип. Има подозрения, че се е разболял от неизвестен, близкоизточен вирус, по време на екскурзия до Катар и о-в Бали в началото на същия месец.
Радослав Кавалджиев умира на 40 години в 10:20 ч. на 24 февруари 2017 г., във Военномедицинска академия, от белодробна недостатъчност, след кратко, но тежко боледуване, завършило в състояние на изкуствена кома.